# Carmen Machi
Pour les articles homonymes, voir Machi.
Carmen Machi est une actrice  espagnole née à Madrid le 7 janvier 1963.

## Biographie
Elle commence dans le théâtre avant de devenir connue grâce à son personnage d' Aída dans la série télévisée 7 vidas, et plus tard dans une série créée pour ce personnage, Aída.
Elle a aussi travaillé pour des films comme Parle avec elle (2002) ou Descongélate (2003). En 2006, elle retravaille avec Pedro Almodóvar sur Volver, mais ses scènes furent supprimées au montage.
En 2014, elle joue dans le film Ocho apellidos vascos une comédie tournée au Pays basque qui est le film de l'année en Espagne.
Elle reçoit en 2024 la Médaille d'or du mérite des beaux-arts, décernée par le Ministère de l'Éducation, de la Culture et des Sports espagnol.

## Filmographie
- 1998 : Lisa : Madre pensionn
- 1999 : Shacky Carmine : Periodista Telek
- 2000 : Para pegarse un tiro : Vania
- 2001 : Sin vergüenza : Invitada a la fiesta de Mario
- 2002 : Parle avec elle (Hable con ella) : Head Nurse
- 2002 : El Caballero Don Quijote : Teresa Panza
- 2003 : Torremolinos 73 : Clienta Peluquería
- 2003 : Descongélate! : Carmela
- 2004 : Villamardones
- 2004 : Escuela de seducción : Camarera rombo
- 2005 : El sueño de una noche de San Juan : Mostaza (voix)
- 2005 : Un Rey en La Habana : Estrella
- 2005 : Vie et Couleur (Vida y color) : Leo
- 2006 : Ce que je sais de Lola (Lo que sé de Lola) : Carmen
- 2007 : Locos por el surf (voix)
- 2009 : Los abrazos rotos
- 2010 : Que se mueran los feos
- 2010 : Pájaros de papel : Rocío Moliner
- 2014 : Ocho apellidos vascos
- 2014 : Perdiendo el Norte
- 2015 : Murieron por encima de sus posibilidades [1]
- 2015 : Ocho apellidos Catalanes
- 2017 : El bar d'Álex de la Iglesia
- 2017 : La tribu : Virginia
- 2018 : Thi Mai de Patricia Ferreira : Carmen
- 2020 : Nieva en Benidorm de Isabel Coixet : Marta
- 2025 : Veuve noire (film, 2025) (La Viuda Negra) de Carlos Sedes : Eva Torres